# USS Jawfish (SS-356)
USS Jawfish (SS-356) miał być okrętem podwodnym typu Balao, jedynym okrętem United States Navy, którego nazwa pochodzi od ryby z rodziny opistognathidae. 28 sierpnia 1942 nadano mu pierwszą nazwę „Fanegal”, ale zmieniono ją 24 września 1942. 
Jego budowa została przerwana 29 lipca 1944.